# Letenye
Letenye (kroatisch Letinja, slowenisch Letina) ist eine ungarische Stadt im gleichnamigen Kreis
im Komitat Zala.

## Geographische Lage
Letenye liegt etwa ein Kilometer vom linken Ufer der Mur entfernt, die hier die Grenze zu Kroatien bildet. Über die Autópálya M7 sind es etwa 230 km in die ungarische Hauptstadt Budapest. Über die Autocesta A4 sind es knapp 100 km in die kroatische Hauptstadt Zagreb.

## Geschichte
Letenye wurde 1314 erstmals urkundlich erwähnt.

## Sehenswürdigkeiten
- Schlosspark und Herrenhaus Szapáry
  - mit von Imre Makovecz entworfener Holzbibliothek[2]
- 500 Jahre alte Ahornblättrige Platane (Platanus acerifolia), ⊙ im Park hinter dem Herrenhaus
  - Teilnehmer am Wettbewerb „Europäischer Baum des Jahres“[3] 2011 als Vertreter Ungarns.

## Städtepartnerschaften
- Conselice, Emilia-Romagna
- Prelog, Kroatien
- Prinzersdorf, Niederösterreich

## Söhne und Töchter
- Mór Korach (1888–1975), ungarischer Chemiker
- Feró Nagy (* 1946), ungarischer Rocksänger

## Weblinks

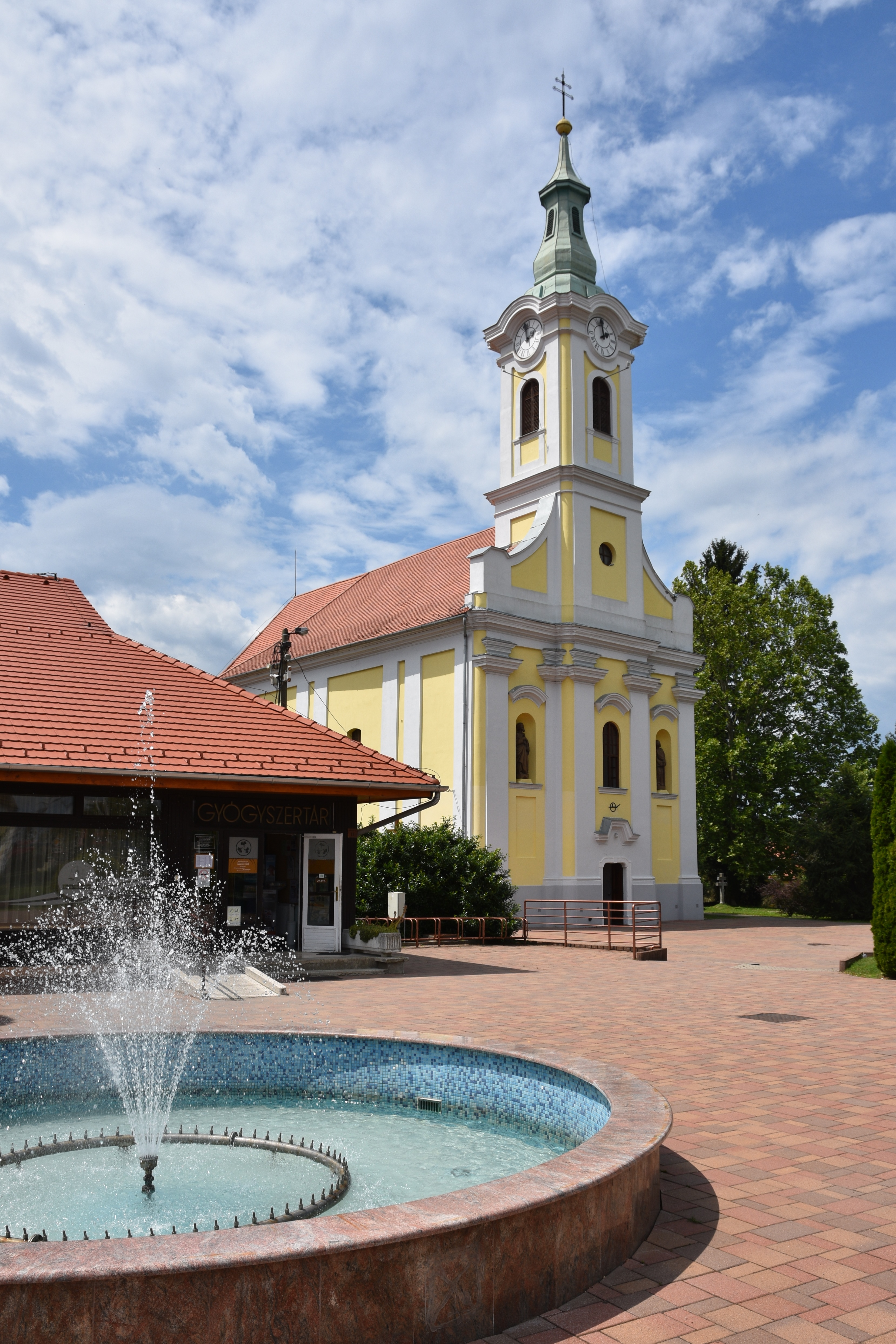
Dreifaltigkeitskirche im Zentrum
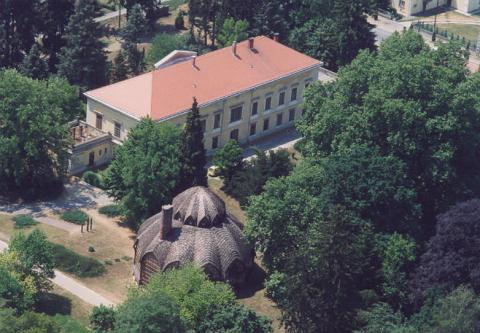
Luftaufnahme vom Schloss Szapáry (2007)
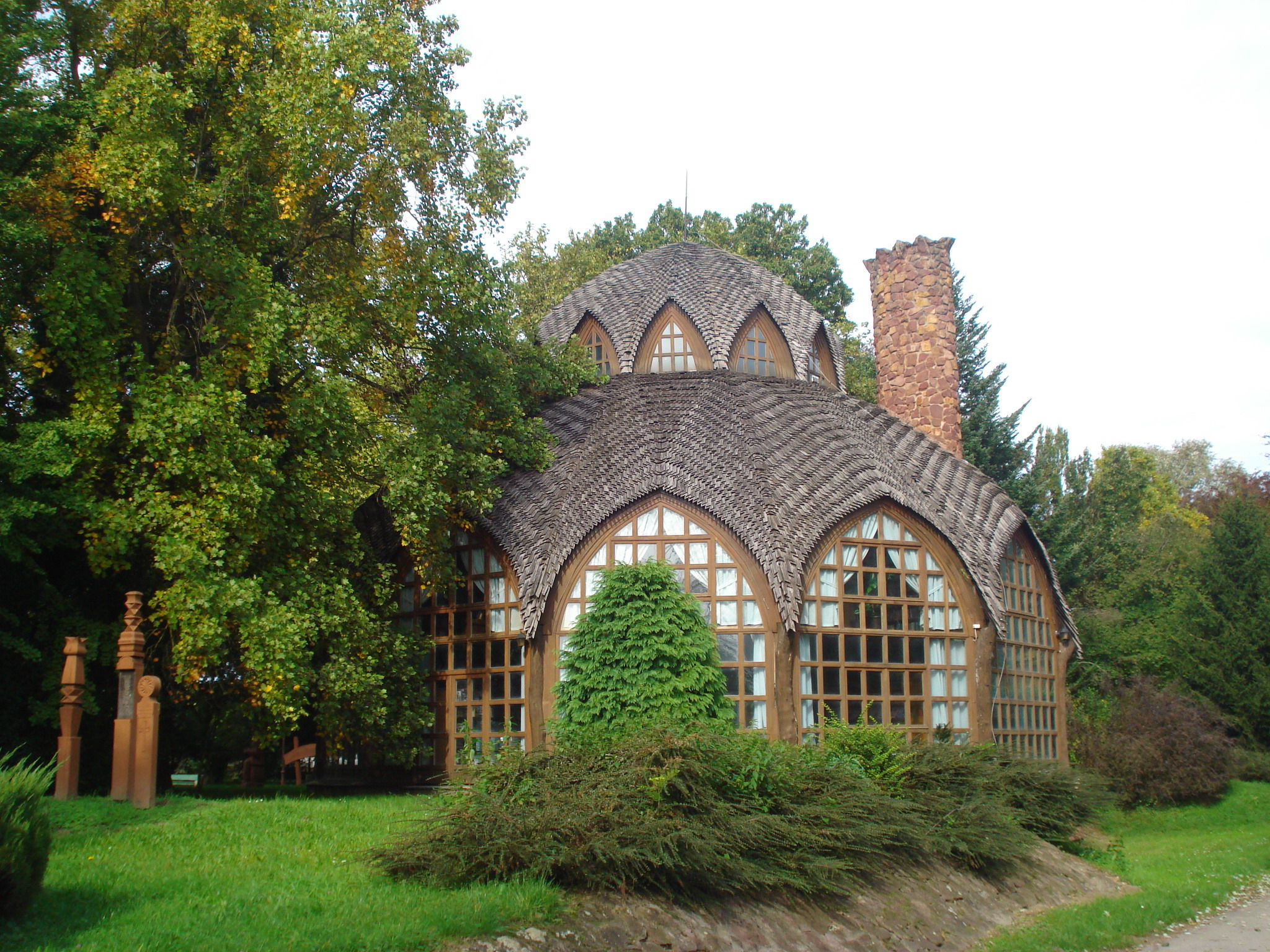
Stadtbibliothek Letenye
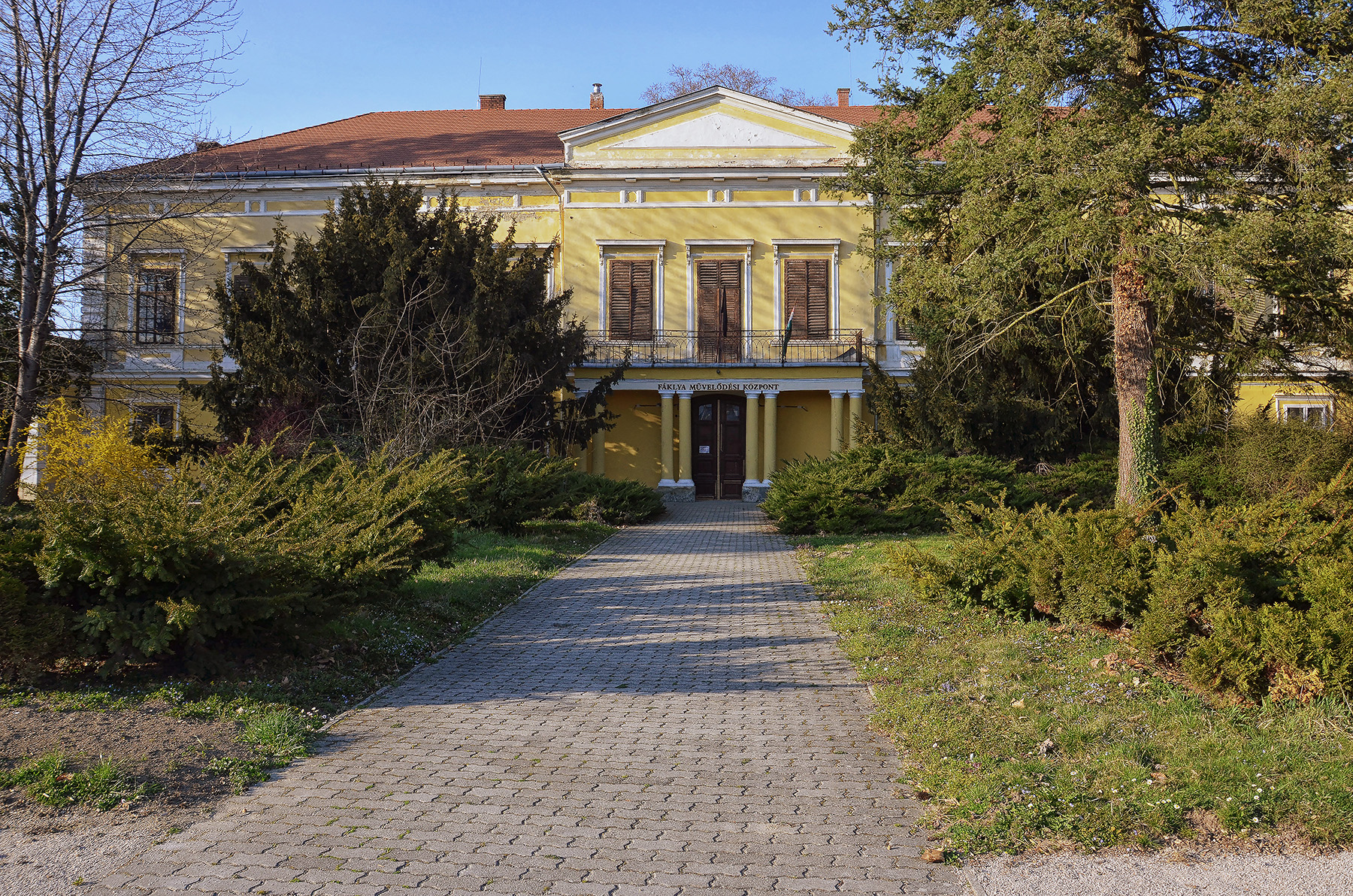
Herrenhaus Szapáry-Andrássy
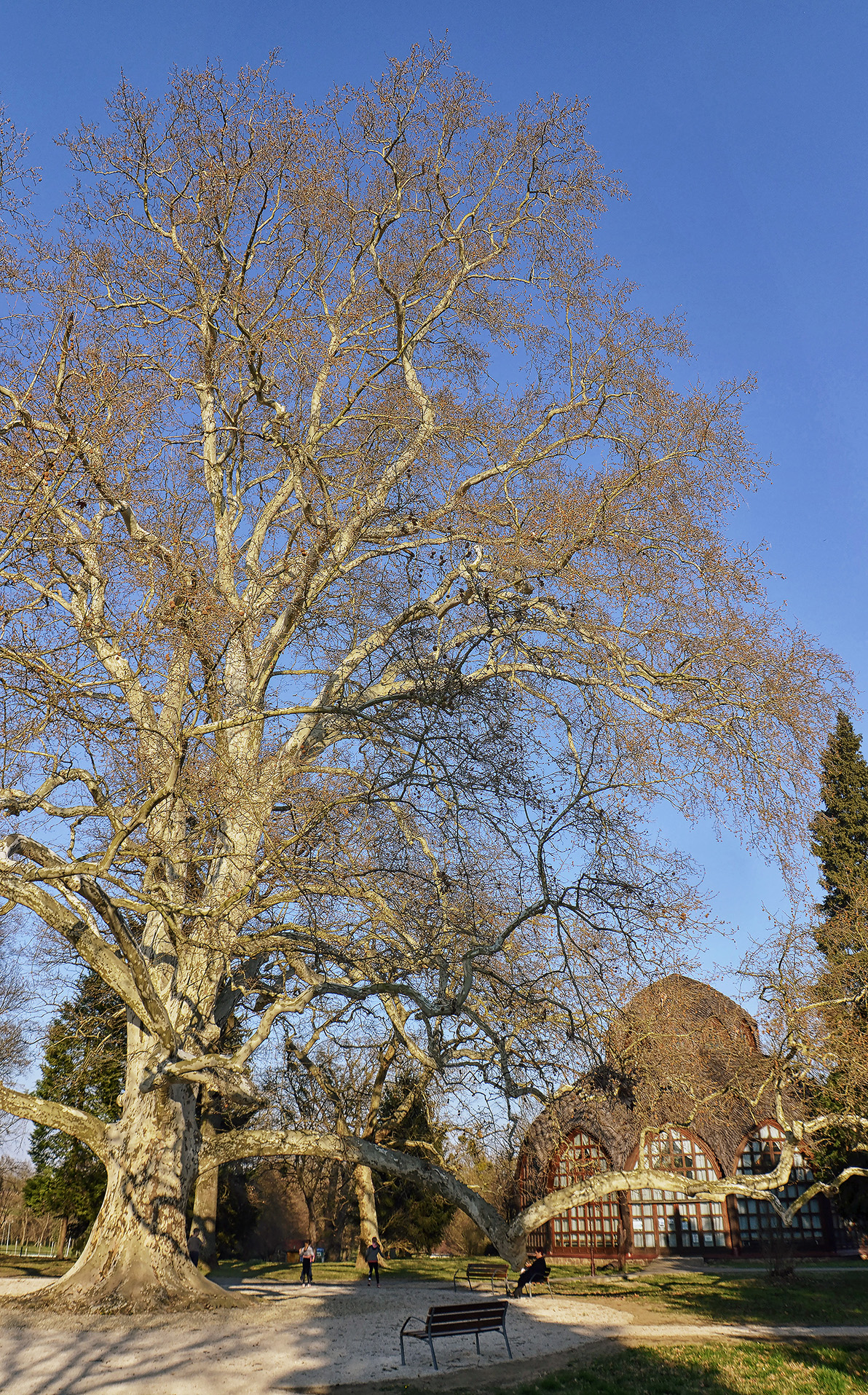
500-jährige Platane in Letenye
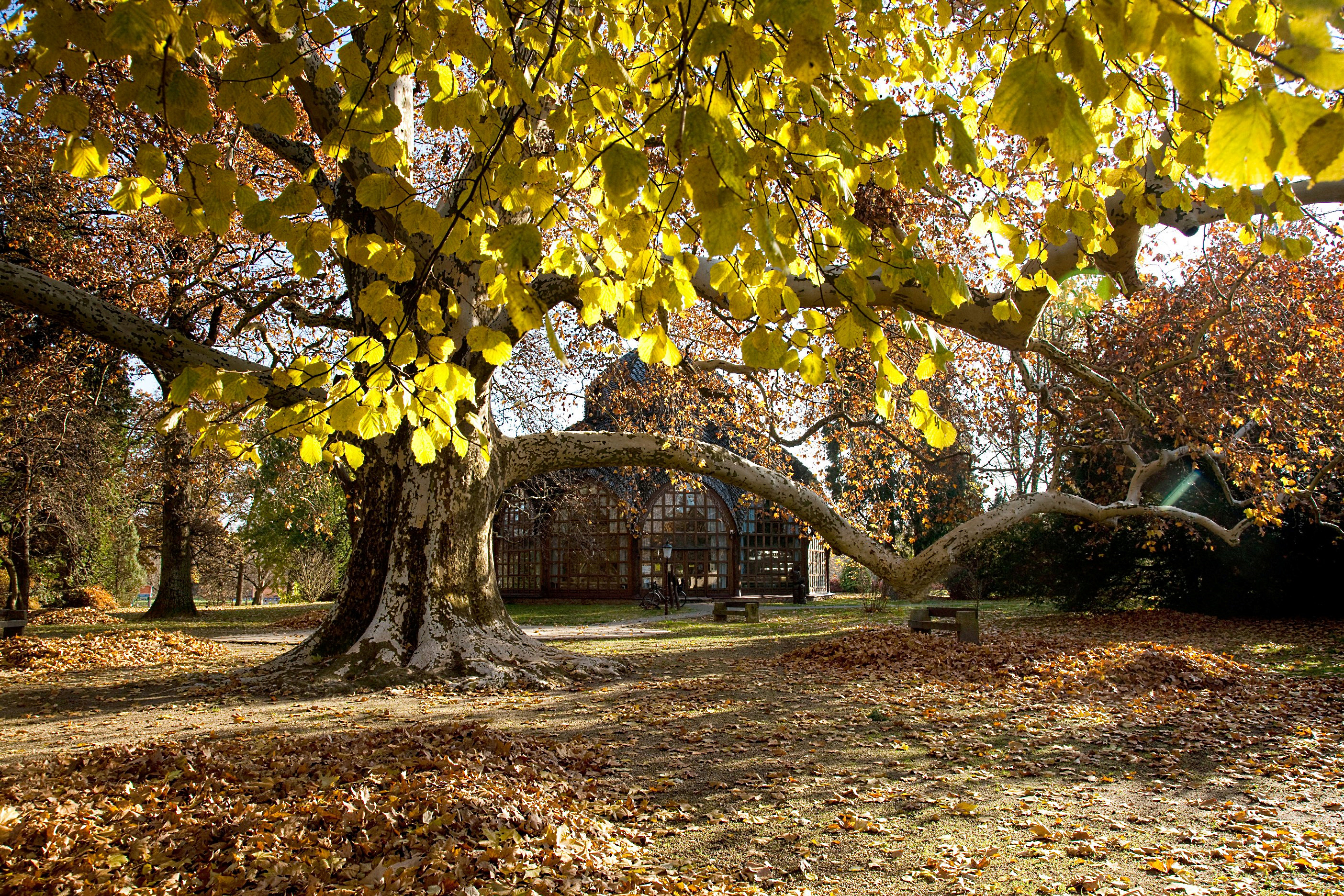
Teilnehmer beim Wettbewerb „Europäischer Baum des Jahres“ 2011